# Christopher Hansteen

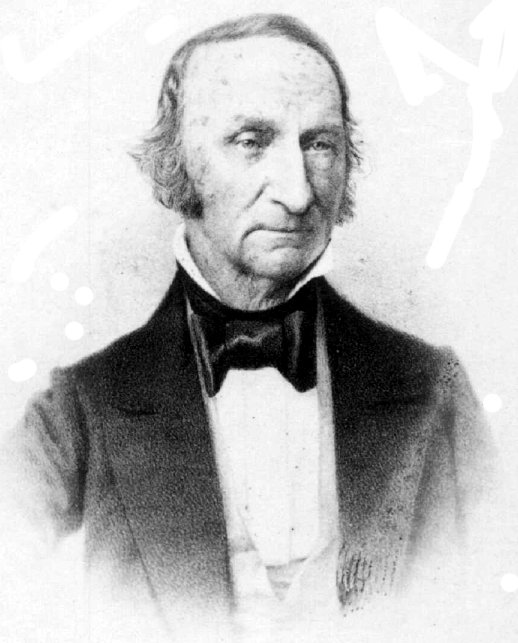
Christopher Hansteen

Christopher Hansteen (* 26. September 1784 in Christiania (heute Oslo); † 15. April 1873 ebenda) war ein norwegischer Astronom.

## Leben
Hansteen studierte in Kopenhagen die Rechte, dann Mathematik, wurde Lehrer in Frederiksborg auf Seeland und erhielt auf Grund einer Schrift über den Erdmagnetismus 1814 einen Ruf als Professor an die Universität Christiania. Seine „Untersuchungen über den Magnetismus der Erde“ (Christiania 1819, mit Atlas) gaben Veranlassung, dass auf fast allen seitdem gemachten Entdeckungsreisen magnetische Beobachtungen nach seinem Verfahren angestellt wurden. Bei der Beobachtung des Erdmagnetismus stand er mit Carl Friedrich Gauß in Verbindung.
Hansteen selbst unternahm zu diesem Zweck viele Reisen, namentlich auch 1828–1830 eine solche in Begleitung von Georg Adolf Erman aus Berlin und Leutnant Due von der norwegischen Marine nach Sibirien bis Irkutsk und Kjachta. Die Resultate dieser Reise finden sich in den „Reiseerinnerungen aus Sibirien“ (deutsch von Sebald, Leipzig 1854) und in dem Hauptwerk: „Resultate magnetischer, astronomischer und meteorologischer Beobachtungen auf einer Reise nach Sibirien“ (Christiania 1863). Unter Hansteens Leitung wurden die Sternwarte zu Christiania und das magnetische Observatorium im Park der Sternwarte angelegt (vgl. „Beschreibung und Lage der Universitäts-Sternwarte in Christiania“, Christiania 1849).
Hansteen hielt nicht nur an der Universität, sondern auch an der Artillerie- und Ingenieurschule Vorlesungen über angewandte Mathematik und leitete seit 1837 die trigonometrische Vermessung Norwegens. Unter seiner Leitung wurde bei der großen russisch-skandinavischen Breitengradmessung 1845 bis 1860 als Teil des Struve-Bogens der Bogen von Fuglenäs bei Hammerfest unter 70° 40' bis Atjik unter 68° 54' gemessen. Hansteen starb 1873.
Seit 1821 war er auswärtiges Mitglied der Bayerischen Akademie der Wissenschaften. 1830 wurde er Ehrenmitglied der Russischen Akademie der Wissenschaften in St. Petersburg und 1833 korrespondierendes Mitglied der Académie des sciences. 1840 wurde er in die Göttinger Akademie der Wissenschaften, 1845 in die Royal Society of Edinburgh, 1855 in die Académie royale des Sciences, des Lettres et des Beaux-Arts de Belgique und 1863 in die American Academy of Arts and Sciences gewählt.
Der Mondkrater Hansteen sowie der Mons Hansteen sind nach ihm benannt.

## Familie
Christopher Hansteen ist der Sohn des Zollinspektors Johannes Mathias Hansteen (1744–1792), der zusammen mit seiner Ehefrau Anne Cathrine Treschow (1754–1829) die vier norwegischen Linien der Familie Hansteen begründete. Christopher Hansteen ist der Bruder von Conradine Dunker, der Vater von Aasta Hansteen, der Großvater von Kristofer Hansteen und der Urgroßvater von Harald Viggo Hansteen.

## Weitere Schriften
- Vorlesungen über die Astronomie
- Lehrbuch der Geometrie. (Christiania 1835)
- Reise-Erinnerungen aus Sibirien. Leipzig Forck 1854. (Digitalisat) Französisch, Perrotin, Paris 1857. (Digitalisat)
- Lehrbuch der Mechanik. Christiania 1836–1838.
- Norwegischer Almanach.

Seit 1822 redigierte er mit Lundh und Maschmann das „Magazin for Naturvidenskaberne“.